# Ho (kana)
En l'escriptura japonesa, els caràcters ほ (hiragana) i ホ (katakana) són dues mores o kanes que ocupen la 30a posició en el sistema modern d'ordenació alfabètica gojūon (五十音), entre の i ひ; i el cinquè en el poema iroha, entre へ i ま. En fonologia, una mora és la unitat superior al segment i inferior a la síl·laba.
En la taula de l'ordre gojūon (per columnes, i de dreta a esquerra), es troba en la sisena columna (は行, "columna HA") i la cinquena fila (お段, "fila O").

La taula gojūon

Tant ほ com ホ provenen del kanji 保. Poden dur l'accent dakuten: ぼ, ボ; així com el handakuten: ぽ, ポ.

## Romanització
Segons els sistemes de romanització Hepburn modificat, Kunrei-shiki i Nihon-shiki:
- ほ, ホ es romanitzen com a «ho»
- ぼ, ボ es romanitzen com a «bo»
- ぽ, ポ es romanitzen com a «po»

## Escriptura
|  | El caràcter ほ s'escriu amb quatre traços: 1. Traç vertical de dalt avall i lleugerment corbilini que acaba torçant-se cap amunt. 2. Traç horitzontal a la dreta del primer. 3. Traç horitzontal a sota del segon. 4. Traç que comença en la part mitjana del segon traç, és vertical de dalt avall, talla el tercer traç i acaba girant a l'esquerra i formant un bucle. |
|  | El caràcter ホ s'escriu amb quatre traços: 1. Traç horitzontal. 2. Traç vertical que talla el primer. 3. Traç diagonal cap avalla l'esquerra en la part inferior esquerra del caràcter, i que no toca cap de la resta de traços. 4. Traç diagonal cap avall a la dreta en la part inferior dreta del caràcter, i que no toca cap de la resta de traços.                   |

## Altres escriptures
| ほ / ホ en braille japonès                                 | ほ / ホ en braille japonès                                  | ほ / ホ en braille japonès                                  | ほ / ホ en braille japonès                                                               | ほ / ホ en braille japonès                                                                | ほ / ホ en braille japonès                                                                |
| ---------------------------------------------------------- | ----------------------------------------------------------- | ----------------------------------------------------------- | ---------------------------------------------------------------------------------------- | ----------------------------------------------------------------------------------------- | ----------------------------------------------------------------------------------------- |
| ほ / ホ ho                                                 | ぼ / ボ bo                                                  | ぽ / ポ po                                                  | ほう / ホー hō                                                                           | ぼう / ボー bō                                                                            | ぽう / ポー pō                                                                            |
| ⠮ (braille pattern dots-2346)                              | ⠐ (braille pattern dots-5) · ⠮ (braille pattern dots-2346)  | ⠠ (braille pattern dots-6) · ⠮ (braille pattern dots-2346)  | ⠮ (braille pattern dots-2346) · ⠒ (braille pattern dots-25)                              | ⠐ (braille pattern dots-5) · ⠮ (braille pattern dots-2346) · ⠒ (braille pattern dots-25)  | ⠠ (braille pattern dots-6) · ⠮ (braille pattern dots-2346) · ⠒ (braille pattern dots-25)  |
| Altres kanes en braille basades en ほ / ホ                 |                                                             |                                                             |                                                                                          |                                                                                           |                                                                                           |
| ひょ / ヒョ hyo                                            | びょ / ビョ byo                                             | ぴょ / ピョ pyo                                             | ひょう / ヒョー hyō                                                                      | びょう / ビョー byō                                                                       | ぴょう / ピョー pyō                                                                       |
| ⠈ (braille pattern dots-4) · ⠮ (braille pattern dots-2346) | ⠘ (braille pattern dots-45) · ⠮ (braille pattern dots-2346) | ⠨ (braille pattern dots-46) · ⠮ (braille pattern dots-2346) | ⠈ (braille pattern dots-4) · ⠮ (braille pattern dots-2346) · ⠒ (braille pattern dots-25) | ⠘ (braille pattern dots-45) · ⠮ (braille pattern dots-2346) · ⠒ (braille pattern dots-25) | ⠨ (braille pattern dots-46) · ⠮ (braille pattern dots-2346) · ⠒ (braille pattern dots-25) |

- Alfabet fonètic: 「保険のホ」 (la «ho de hoken», on hoken vol dir segur, garantia)
- Codi Morse:[7] — • •